# Присс, Мари
Мари Присс (нем. Marie Priess, урождённая Мари Древ (нем. Marie Drew; 1885, Бюнсдорф, Германия — 9 января 1983 года, Райнбек, Западная Германия) — антифашистка, член движения Сопротивления во время Второй мировой войны, член организации «Красная капелла».

## Биография
Мари Присс родилась в 1885 году в Кляйн Борстель, в Германии семье рабочего.. Член Социал-демократической партии Германии (СДПГ) и решительный противник участия Германской империи в Первой мировой войне. Во время революционного восстания моряков в 1918 году, она, 19 летняя девушка, была единственной женщиной в совете рабочих и солдат в Киле. В годы Веймарской республики, вступила в Коммунистическую партию Германии (КПГ) и активно боролась с ростом влияния национал-социализма.
После прихода нацистов к власти в Германии, продолжила борьбу с режимом, перейдя на нелегальное положение. С началом Второй мировой войны стала участником движения сопротивления, войдя в группу Бестлайна-Якоба-Абшагена. Помогала иностранным рабочим, насильно привезённым в Германию, и укрывала людей, преследуемых нацистским режимом по национальному и другим признакам. Вместе с сыном Хайнцем Приссом и учителем Эрнстом Миттельбахом, помогла укрыться немецким коммунистам-нелегалам Эрне Эйфлер и Вильгельму Феллендорфу, которые летом 1942 года были заброшены советской разведкой на парашютах в Восточную Пруссию. Разведчики не смогли связаться с членами Красной капеллы в Берлине, и вышли на резервную связь с группой в Гамбурге. Когда в октябре 1942 года гестапо стало об этом известно, Мари Присс и её сын были арестованы. Во время бомбардировок Гамбурга авиацией союзников в конце июля — начале августа 1943 года здание тюрьмы было частично разрушено. По этой причине нескольким сотням заключённых было дано условно-досрочное освобождение при условии, что они вернутся через два месяца. Мари и Хайнц Присс ушли в подполье и нелегально проживали в Гамбурге. 19 июня 1944 года оба вновь были арестованы гестапо. В октябре 1944 года народный суд приговорил их к смертной казни. Хайнц Присс был депортирован в тюрьму в Бранденбурге, где 12 марта 1945 года он был казнен. Его мать Мария Присс нацисты не смогли вывезти на место казни из-за начавшейся неразберихи в конце войны, и она выжила.
Мари Присс умерла 9 января 1983 года в Райнбеке.